# موديستو روما الابن
موديستو روما الابن (بالبرتغالية: Modesto Roma Júnior‏) هو شخصية أعمال برازيلي، ولد في 5 ديسمبر 1952 في سانتوس، ساو باولو في البرازيل.